# Roxy Dekker
Roxy Dekker (Amsterdam, 12 gennaio 2005) è una cantante olandese.

## Biografia
Roxy Dekker, nata e cresciuta nella capitale olandese, si è avvicinata alla musica da piccola, prendendo lezioni di canto alla Babette Labeij Music Academy dell'eponima città. È poi entrata nel gruppo 6Times, nel tentativo di rappresentare i Paesi Bassi al Junior Eurovision Song Contest 2019 con il brano End of Time.
Nel marzo 2021 ha fatto il suo esordio discografico da solista col singolo Begin met jou, seguito da altri due Spijt e Heimwee (2022). Nel frattempo, ha iniziato a guadagnare popolarità come tiktoker e l'anno successivo ha inciso Anne-Fleur vakantie, il suo primo ingresso nelle Dutch Charts e certificato platino dalla Nederlandse Vereniging van Producenten en Importeurs van beeld- en geluidsdragers. Ha in seguito firmato un contratto con la neonata divisione attiva nell'area del Benelux della Warner.
Ha conseguito risultati migliori con le hit Satisfyer (2023) e Sugardaddy (2024), l'ultima delle quali si è fermata in vetta alla graduatoria nazionale per sette settimane ed è arrivata in top ten in quella delle Fiandre. Mentre Satisfyer è stato certificato platino sia dalla NVPI che dalla BEA, Sugardaddy è diventato diamante in patria per gli oltre 50 milioni di stream ed è doppio platino in Belgio. È stata premiata con l'Edison all'esordiente nel marzo 2024.
Sono seguiti i successi Huisfeestje (in collaborazione con i Bankzitters), Gaan we weg? (duetto con Ronnie Flex), Industry Plant e Ga dan!, tutti e quattro numero uno nella classifica olandese e entrati nella top 50 di quella fiamminga. I primi due sono entrambi platino nelle due nazioni. Nel novembre 2024 è stata riconosciuta con l'MTV Europe Music Award al miglior artista olandese dell'anno.
Nel gennaio 2025 è finita in lizza per due statuette agli annuali Edison, nelle categoria pop per i suoi singoli e in quella alla canzone dell'anno per Sugardaddy; in occasione della cerimonia, ha vinto la prima.
Il 7 marzo 2025 è stato presentato il suo album in studio d'esordio Mama I Made It, trainato da sei estratti e che ha registrato successo immediato; il progetto ha debuttato direttamente al vertice in patria superando il consumo della seconda classificata dell'oltre 40%, e piazzando le tracce Casual, Jouw idee e Ga dan! sul podio della hit parade. Mama I Made It, certificato diamante dalla NVPI per le 100 000 unità equivalenti, è rimasto in cima alla graduatoria olandese per dodici settimane; nel frattempo, ha raggiunto la vetta anche nelle Fiandre.

## Discografia

### Album in studio
- 2025 – Mama I Made It

### Singoli
- 2021 – Begin met jou
- 2022 – Spijt
- 2022 – Heimwee (con Steff)
- 2023 – Anne-Fleur vakantie
- 2023 – Satisfyer
- 2024 – Sugardaddy
- 2024 – Huisfeestje (con i Bankzitters)
- 2024 – Gaan we weg? (feat. Ronnie Flex)
- 2024 – Industry Plant
- 2025 – Ga dan!